# Catherine Coromina i Agustí
Caterina Coromina i Agustí (Oristà, 19 octobre 1824 - Vic, 11 juillet 1893) est une religieuse espagnole, fondatrice des Sœurs joséphites de la charité au service des malades. Elle est reconnue vénérable par l'Église catholique.

## Biographie

### Enfance et jeunesse
Caterina Coromina est née en 1824 dans une ferme de la paroisse de Santa Eulàlia de Pardines, d'où ses parents sont originaires. Sa famille est de condition modeste ; elle n'est pas scolarisée, son enfance et sa jeunesse sont consacrés aux travaux des champs et à l'apprentissage de la vie campagnarde avec ses onze frères. L'ambiance est à la fois austère et très pieuse, ce qui la marque et influencera sa vie ultérieure.

### Domestique
Elle désire être moniale depuis son enfance, mais son désir ne peut pas être exaucé, faute de dot. En 1852, à vingt-huit ans, les nécessités de sa famille la poussent à devenir domestique, pendant dix-neuf ans. Elle est d'abord employée dans une ferme, puis gouvernante d'un prêtre. C'est probablement là qu'elle apprend à lire avec L'Imitation de Jésus-Christ, lecture qui lui permet d'approfondir sa piété personnelle. Elle travaille ensuite à Vic de 1855 à 1872, au service de différentes familles.

### Au service des pauvres, fondation
Caterina Coromina décide alors de quitter son travail et d'accomplir sa vocation. Ayant suffisamment économisé, elle s'installe à carrer Nou, loue un local et commence à pratiquer la vie religieuse au service des malades. Pour les soigner, on lui donne des remèdes préparés par le pharmacien.
Elle accueille des compagnes à partir de 1877 : trois religieuses qui s'initient avec elle à la vie communautaire. C'est la fondation des Sœurs joséphites de la charité, communauté approuvée par l'évêque de Vic, Mgr Colomer, qui en devient le directeur spirituel.
La communauté connaît alors une période de pauvreté si intense que cela décourage les premières compagnes, et la fondatrice se retrouve isolée, mais un an après le groupe se reconstitue. Les premiers vœux de l'Institut sont prononcés en 1881. Ainsi consolidée, la congrégation grandit et essaime à travers la Catalogne : à Ripoll, à Sant Genis de Vilassar, à Manlleu, à Torellà, à Martorell et à Vilanova i la Geltrú.

### Difficultés, mise à l'écart
L'arrivée de nouvelles religieuses plus cultivées va entraîner des difficultés dans le fonctionnement de la communauté, à partir de 1886. Caterina Coromina, la fondatrice, est une femme simple, de peu d'instruction, ne sachant lire et écrire qu'avec difficulté ; la direction de la congrégation lui est retirée. La fondatrice assiste alors à la remise en cause d'un des principes de base de la communauté, la pauvreté. Elle se retire à Vic où elle meurt en 1893.

## Cause en béatification
Le procès en béatification de Caterina Coromina est ouvert. L'héroïcité de ses vertus est reconnue. Le pape Benoît XVI la déclare vénérable en 2006.